# Estadio Sausalito

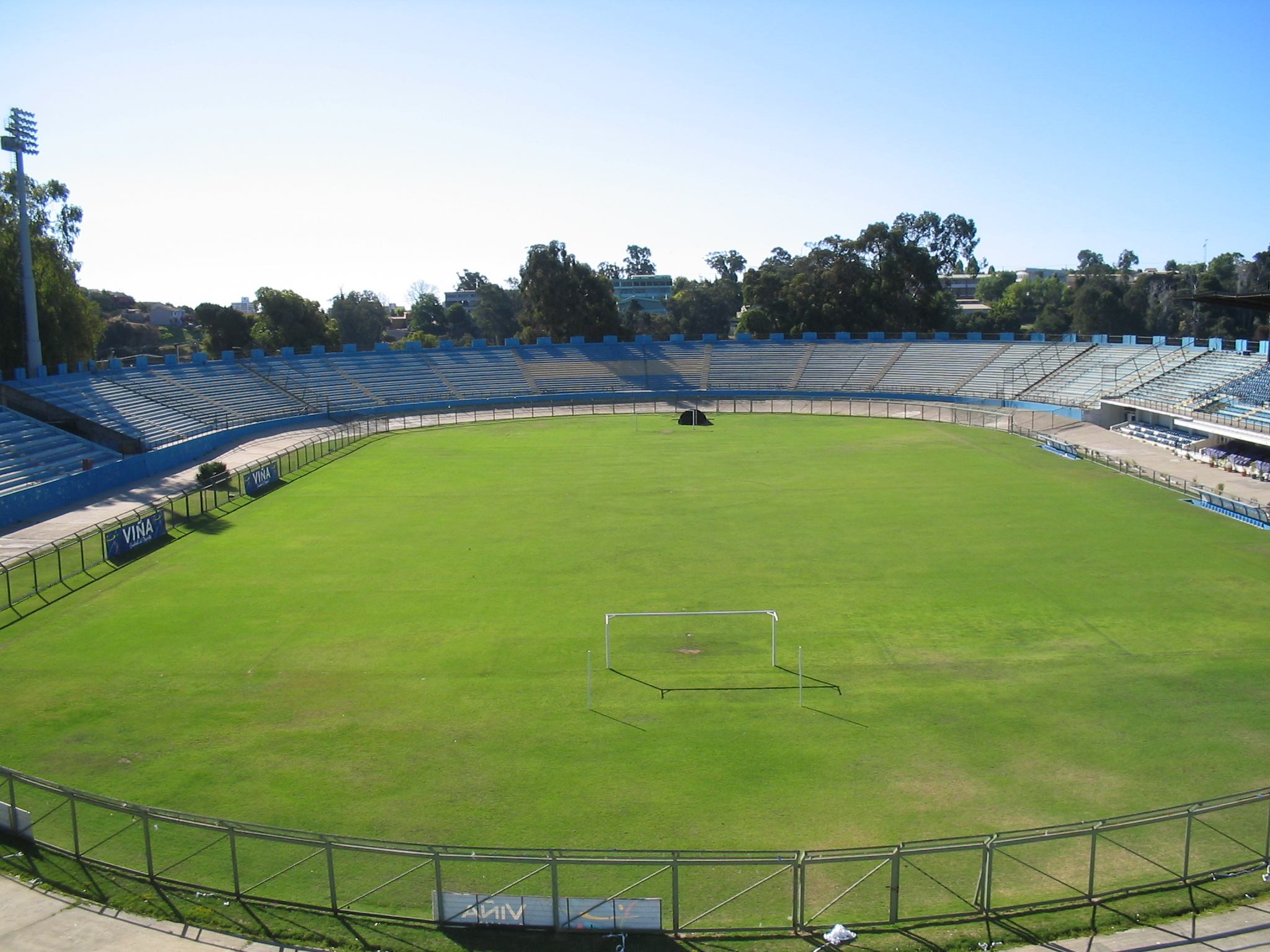
Estadio Sausalito

Estadio Sausalito är en fotbollsarena i Viña del Mar, Chile. Den är äldre än Estadio Nacional de Chile, men mindre med en maxkapacitet av 25 000 åskådare. Stadion är hemmaplan för den chilenska fotbollsklubben Everton de Viña del Mar Namnet har sitt ursprung i den Kaliforniska orten Sausalito, en av Viña del Mars vänorter. Arenan var en av arenorna under VM i fotboll 1962 och skall även användas under Copa América 2015 och undgår med anledning av detta renovering under 2013.